# Jean-Louis Raduit de Souches
Jean-Louis Raduit de Souches (německy Johann Ludwig Radewig, Graf von Souches a počeštěně též Jan Ludvík Raduit hrabě ze Souches,16. srpen 1608, La Rochelle – 12. srpen 1682, Jevišovice) byl jeden z nejschopnějších vojevůdců třicetileté války. V roce 1645 ubránil Brno proti obrovské přesile Švédů, v roce 1664 Nitru proti Turkům. Majitel panství Jevišovice a obnovitel poutního místa v Hlubokých Mašůvkách.

## Životopis

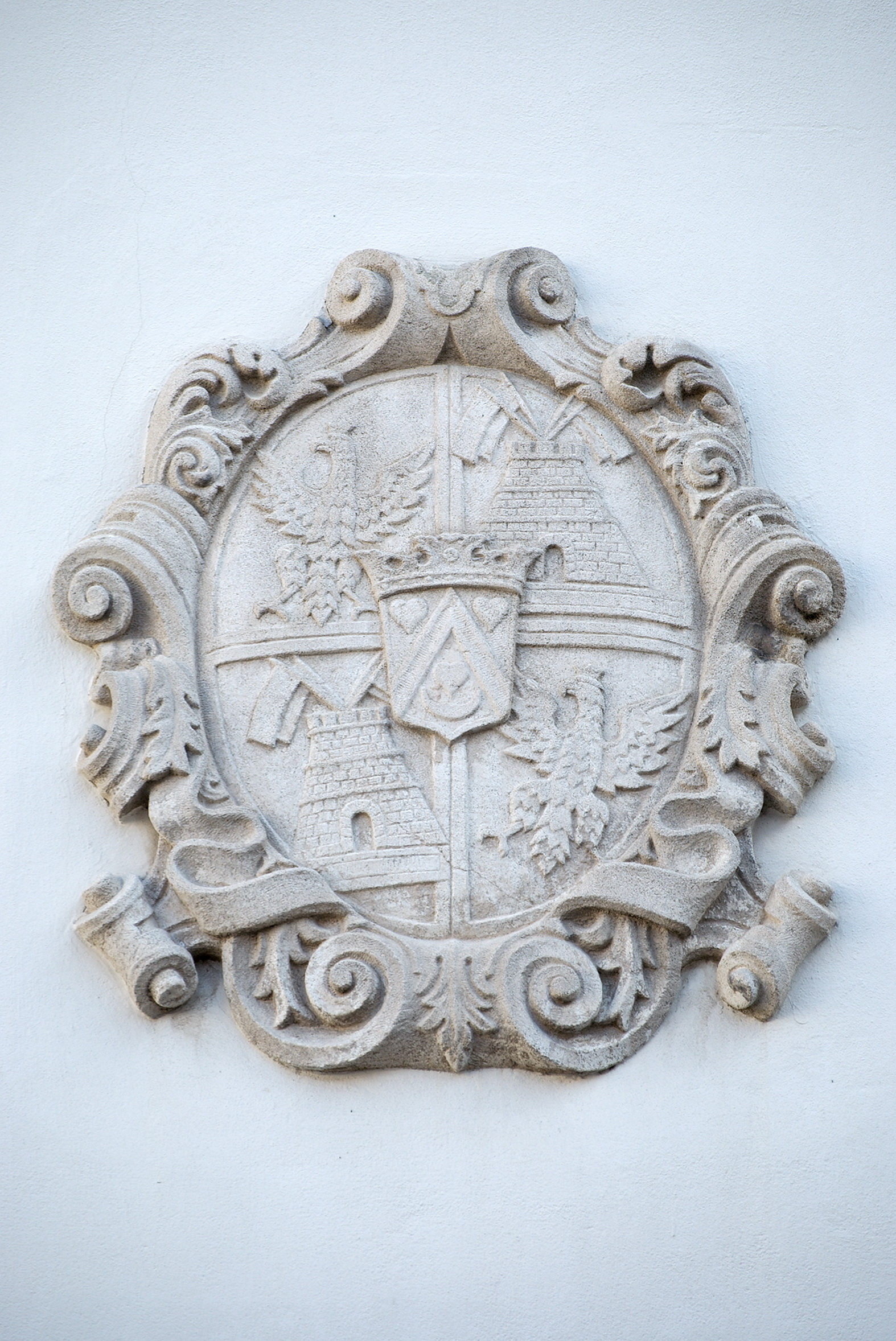
Erb Jeana-Louise Raduita de Souches na druhém nádvoří brněnského hradu Špilberku

### Vrodné Francii
Jako protestant, a to francouzský kalvinista (ve Francii zvaní hugenoti) nejprve bojoval na straně hugenotů během obléhání svého rodného města La Rochelle (1627–1628). Poté odešel z Francie a vstoupil do řad švédské armády. Tu však pro neshody s nadřízenými opustil (jeho nadřízený, švédský generál jej odsoudil k trestu smrti, povedlo se mu však uprchnout) a roku 1642 přeběhl na stranu rakouských Habsburků.

### Vhabsburských službách

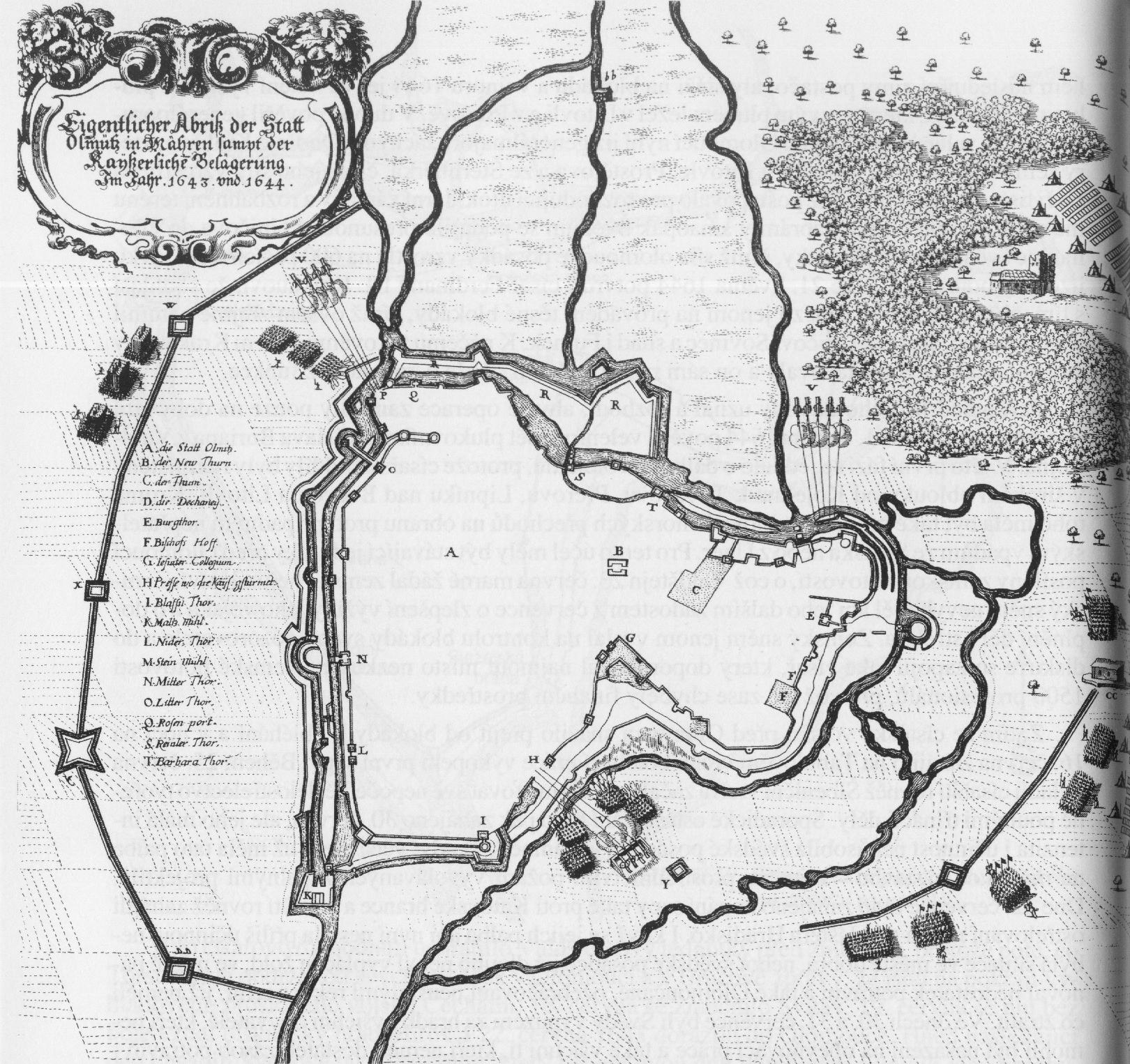
Obléhání města Olomouce císařskými vojsky roku 1643 a 1644

Roku 1642 na přímluvu arcivévody Leopolda Viléma vstoupil do císařské armády, v jejíchž řadách se vyznamenal během třicetileté války na Moravě. Za svou statečnost při obléhání Olomouce v letech 1644 až 1645 byl císařem jmenován do čela pluku dragounů. 14. března 1645 jej císař Ferdinand III. jmenoval velitelem Brna.

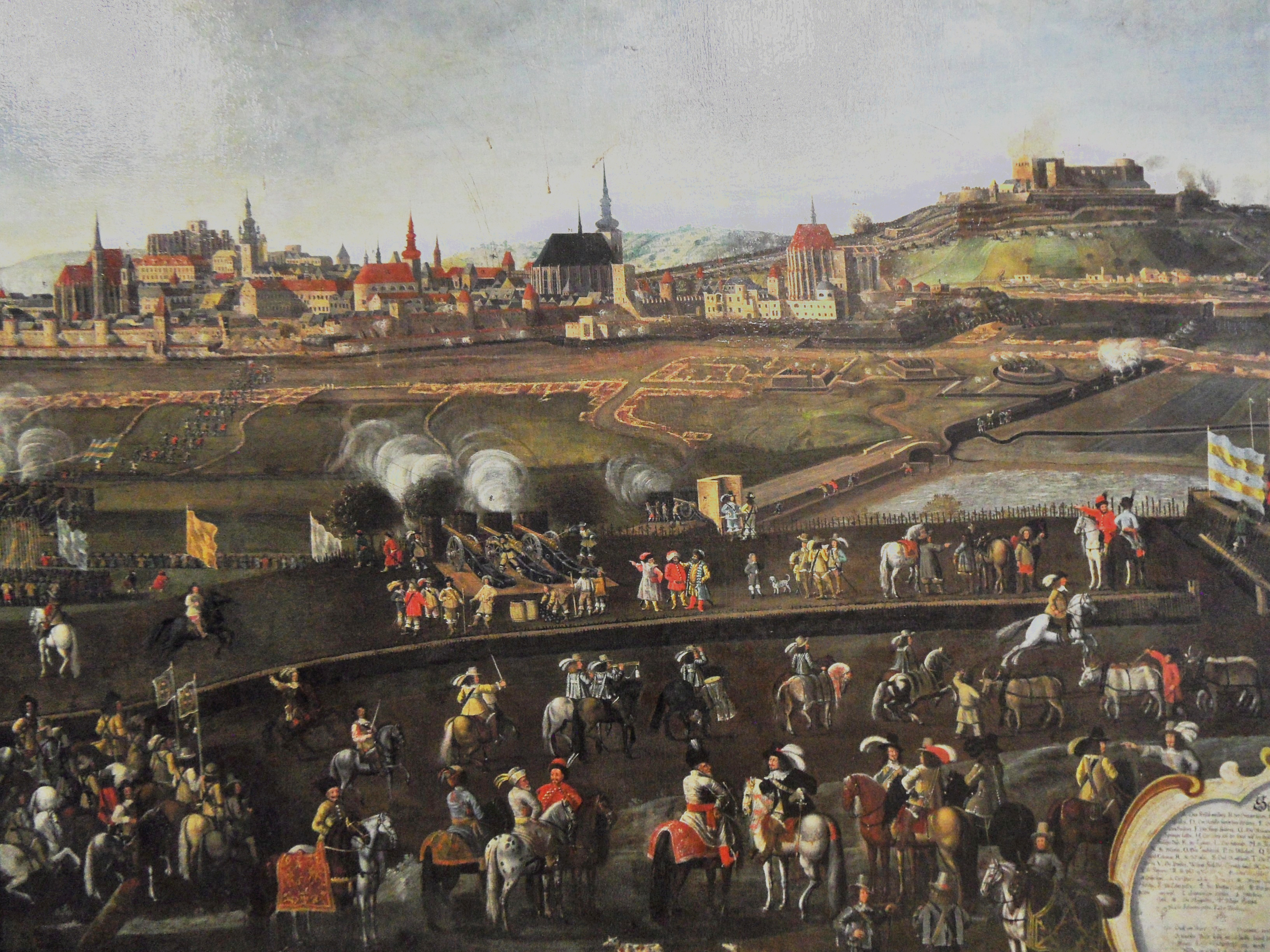
Obléhání Brna Švédy v roce 1645

Pod jeho velením brněnská posádka čítající pouhých 1 500 mužů (skuteční vojáci představovali jen jednu třetinu z nich, ostatní byli obyvatelé Brna) dokázala zdánlivě nemožné, když udržela město proti 28 000 mužů generála Torstensona s podporou jízdy sedmihradského knížete Rákocziho (obléhání trvalo od 3. května do 23. srpna 1645). Za svůj mimořádný výkon si hrabě de Souches vydobyl uznání z nejvyšších míst a jeho kariéra strmě stoupala. Dne 27. října 1645 byl povýšen do hodnosti vrchního polního vachmistra a později 2. května 1646 a do panského stavu. O rok později se stal nejdříve generálmajorem a roku 1648 maršálem a velitelem císařských vojsk na Moravě.
V letech 1646–1648 se také vyznamenal při obléhání Korneuburgu (1646) a znovudobytí obsazených míst Švédy (v dubnu 1646 podařilo se mu zpět dobýt zámky Mikulov na jižní Moravě a Mailberg v Dolních Rakousích). Roku 1647 se mj. s Janem Kryštofem Puchheimem podílel na tříměsíčním obléhání Jihlavy. 8. září 1648 byl povýšen do hodnosti polního podmaršálka.

### Další činnost
Po skončení třicetileté války v říjnu 1648 se stal vrchním velitelem pohraničního vojska a nechal posílit opevnění (dnes slovenského) Leopoldova.
V roce 1654 Švédsko zaútočilo na Polsko-litevskou unii, čímž zahájilo druhou severní válku. Když se boje v roce 1657 rozšířily do Braniborska a Pruska, Rakousko se připojilo k protišvédské koalici. S de Souchesem v čele pěchoty byla vyslána armáda pod vedením Melchiora Hatzfeldta na podporu Polska, která v srpnu 1657 pomohla znovu dobýt Krakov. De Souches později velel rakouskému kontingentu při obléhání Toruně, jejíž švédská posádka se v prosinci 1658 vzdala. Ve stejném roce vypracoval projekt přestavby olomoucké pevnosti. Roku 1659 bojoval proti Švédům v Pomořansku.
Po vypuknutí války s Osmanskou říší bránil v roce 1663 jako vrchní velitel moravské zemské obrany hranice Moravy před nájezdy Turků a Tatarů z Krymského chanátu a posléze se v roce 1664 účastnil bojů proti Turkům v Uhrách a mimo jiné osvobodil slovenské město Nitru. V říjnu 1664 byl de Souches jmenován guvernérem Komárna a následujících několik let dohlížel na výstavbu nových opevnění v tomto městě i v dalších městech na turecké hranici. Přes veškeré jeho úspěchy však na něj, coby rodilého Francouze, někteří z císařského armádního velení pohlíželi s určitou nedůvěrou. Město Brno si jej velmi vážilo a byl nazýván největším Brňanem 17. století.
Když se císař Leopold I. v roce 1673 zapojil do francouzsko-nizozemské války, byl de Souches jmenován velitelem císařských sil v Nizozemí a velel císařským vojskům v bitvě u Seneffe. Špatné vztahy s nizozemskými a španělskými spojenci vedly k jeho odvolání v prosinci 1674, čímž skončila jeho vojenská kariéra. De Souches se poté uchýlil na své panství v Jevišovicích na Moravě.

## Závěr života a smrt

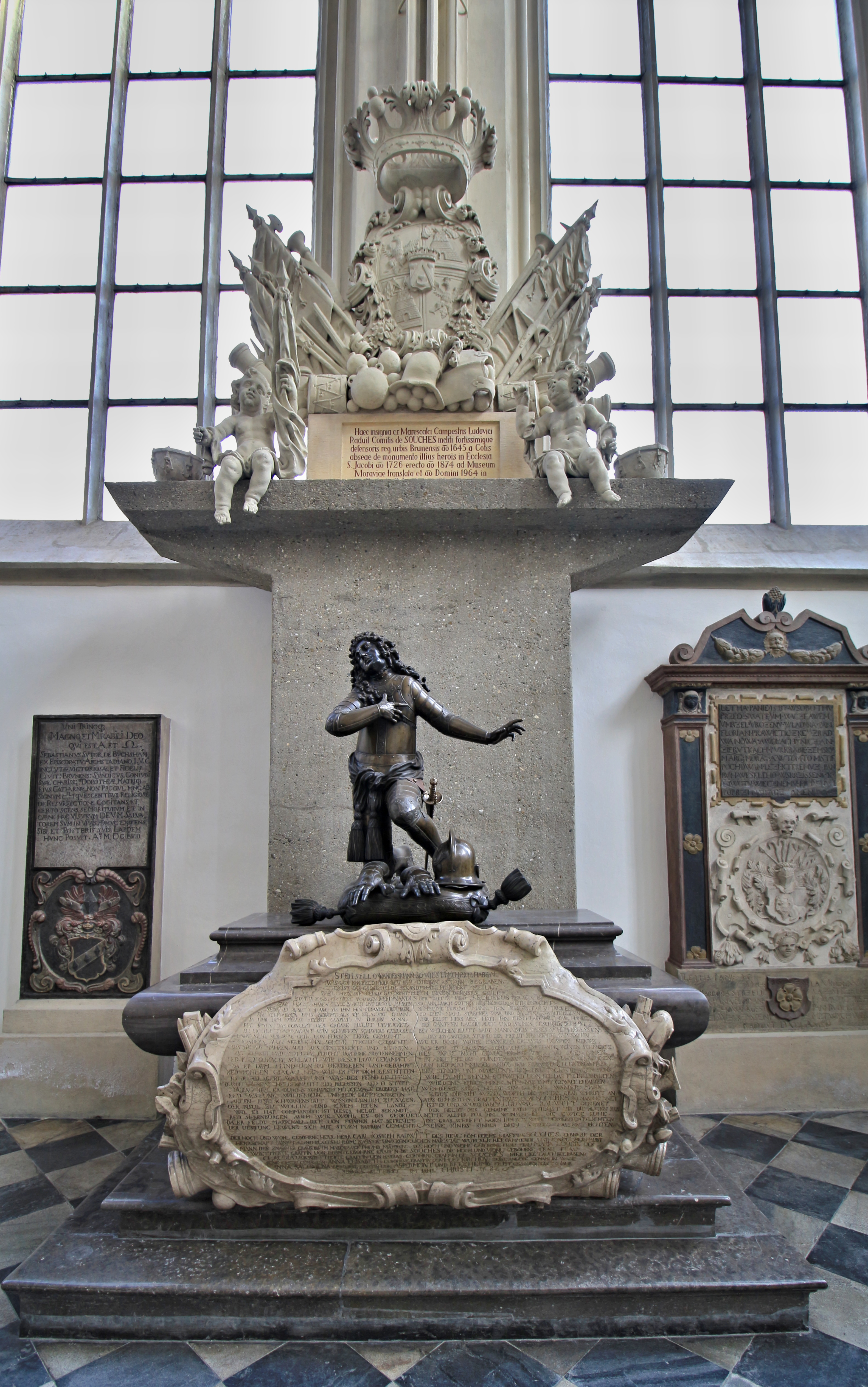
Náhrobek hraběte de Souches v kostele sv. Jakuba v Brně

Konec života prožil na svých statcích na jihozápadní Moravě s centrem panství v Jevišovicích. Panství zahrnovalo Bojanovice, Černín, Hluboké Mašůvky, Pavlice, Střelice a Únanov. V roce 1680 založil při prameni léčivé vody v Hlubokých Mašůvkách kapli, do níž věnoval sošku Panny Marie de Foy, kterou získal na svých válečných taženích na území dnešní Belgie. Kaple byla postavena na místě starší dřevěné stavby – bylo zde poutní místo už ve 14. století, za vlády lucemburských markrabat Karla (Karla IV.) a jeho bratra Jana Jindřicha. Hluboké Mašůvky se tak opět staly hojně navštěvovaným poutním místem. Na základě přání uvedeného v závěti, kterou sepsal 14. srpna 1675, byly jeho ostatky uloženy v kostele sv. Jakuba Staršího v Brně. Projekt jeho hrobky vypracoval kolem roku 1717 významný brněnský architekt Mořic Grimm. Kaple byla zbořena na konci 19. století a maršálovy ostatky poté uloženy v hrobce napravo od hlavního oltáře. Tumba se sousoším z kaple byla přemístěna do závěru presbytáře.
Na památku jeho úspěchu při obraně Brna je na Špilberku umístěna jeho busta, a to na bastionu napravo za branou od hlavní přístupové cesty z Husovy ulice.
Byl také v minulosti jedním z vlastníků Starého zámku v Jevišovicích, který zakoupil roku 1649 společně s domem v Brně za odměnu 30 000 dukátů, kterou mu císař Ferdinand III. udělil za obranu Brna.

## Soukromý život
Louis Raduit byl dvakrát ženat. Poprvé s Annou Dorotheou z Hofkirchenu, s níž měl čtyři děti:
- Jan Ludvík Raduit de Souches ∞ Eva Eleonora Nothaftová z Wernbergu
- Karel Ludvík Raduit de Souches ∞ Maria Anna z Puchheimu
- Anna Dorothea Kateřina Raduitová de Souches ∞ hrabě Karel Maxmilián z Thurn-Valsassiny
- Eleonora Raduitová de Souches ∞ Karel Josef Ingác z Puchheimu

Z druhého manželství s Annou Marií Salome z Lyndenu a Reckheimu se narodil syn:
- Ferdinand Ludvík Raduit de Souches

Během služby v císařském vojsku přestoupil na katolickou víru. 